# Joe Fazio
Joseph Ray Fazio (conocido como Joe Fazio; 11 de septiembre de 1942-agosto de 2011) fue un deportista australiano que compitió en remo. Participó en los Juegos Olímpicos de México 1968, obteniendo una medalla de plata en la prueba de ocho con timonel.

## Palmarés internacional
| Juegos Olímpicos | Juegos Olímpicos          | Juegos Olímpicos | Juegos Olímpicos |
| Año              | Lugar                     | Medalla          | Prueba           |
| ---------------- | ------------------------- | ---------------- | ---------------- |
| 1968             | Ciudad de México (México) | Medalla de plata | Ocho con timonel |